# Dasychira cyrteschata
Dasychira cyrteschata är en fjärilsart som beskrevs av Collenette 1939. Dasychira cyrteschata ingår i släktet Dasychira och familjen tofsspinnare. Inga underarter finns listade i Catalogue of Life.